# Kalleh Bon
Kalleh Bon (persiska: كله بن, كَلِه بُن) är en ort i Iran.   Den ligger i provinsen Mazandaran, i den norra delen av landet, 160 km nordost om huvudstaden Teheran. Antalet invånare är 500.
Terrängen runt Kalleh Bon är mycket platt. Runt Kalleh Bon är det tätbefolkat, med 550 invånare per kvadratkilometer. Närmaste större samhälle är Sari, 17,2 km öster om Kalleh Bon. Trakten runt Kalleh Bon består till största delen av jordbruksmark.